# Panthalis bicolor
Panthalis bicolor är en ringmaskart som först beskrevs av Augener 1918.  Panthalis bicolor ingår i släktet Panthalis och familjen Acoetidae. Inga underarter finns listade i Catalogue of Life.